# Lyricallya Candles
『Lyricallya Candles』（リリカリア・キャンドルズ）は、彩音の3枚目のオリジナルアルバム。2010年12月22日に5pb.Recordsから発売された。内訳としてシングル10曲・コンピレーション収録1曲・初収録4曲の全15曲が収録されている。

## 収録曲
1. Shining gate
  - テレビ東京系『アニソ〜ンぷらす』2010年12月度オープニングテーマ

作詞：彩音、作曲・編曲：真下正樹
2. GRAVITY ERROR
  - PS2ゲーム『トリガーハート エグゼリカ エンハンスド』主題歌

作詞・作曲：志倉千代丸、編曲：上野浩司
3. あの空の果てまで
  - PSPゲーム『メモリーズオフ#5 とぎれたフィルム』主題歌

作詞：彩音、作曲・編曲：Tatsh
4. 眼鏡な理由
  - OVA『眼鏡なカノジョ』ED主題歌

作詞：彩音、作曲・編曲：平間亮之介
5. Endless Tears…
  - Xbox 360ゲーム『11eyes CrossOver』OP主題歌

作詞：彩音、作曲・編曲：Tatsh
6. Arrival of Tears
  - TVアニメ『11eyes』OP主題歌

作詞：彩音、作曲・編曲：Tatsh
7. ずっと一緒に もっと遠くまで
  - PS2ゲーム『Memories Off 6 Next Relation』ED主題歌

作詞：彩音、作曲・編曲：水野大輔
8. 想い出はゆびきりの記憶へ
  - Xbox 360ゲーム『Memories Off ゆびきりの記憶』トゥルーED主題歌

作詞：彩音、作曲・編曲：mo2
9. その先にある、誰かの笑顔の為に
  - PSPゲーム『ひぐらしデイブレイクPortable』主題歌

作詞・作曲：志倉千代丸、編曲：上野浩司
10. Angelic bright
  - ニンテンドーDSゲーム『ひぐらしのなく頃に絆 第四巻・絆』祭囃し/澪尽し編OP主題歌

作詞・作曲：志倉千代丸、編曲：磯江俊道
11. 永遠の向こう
  - PCゲーム『光輪の町、ラベンダーの少女』エンディング主題歌

作詞：辻純更、作曲・編曲：水野大輔
12. Drive on dragoon
  - Web小説『ヴェロキア竜騎兵物語』イメージソング

作詞・作曲：志倉千代丸、編曲：上野浩司
13. 十字架に捧ぐ七重奏
  - PCゲーム『11eyes -Resona Forma-』OP主題歌

作詞：彩音、作曲：黒瀬圭亮、編曲：IMAJO
14. ただ流るるままに
  - ニンテンドーDSゲーム『ひぐらしのなく頃に絆 第四巻・絆』賽殺し/言祝し編OP主題歌

作詞・作曲：志倉千代丸、編曲：川越好博
15. 真実への鎮魂歌
  - PSPゲーム『11eyes CrossOver』OP主題歌

作詞：彩音、作曲・編曲：Tatsh